# Short track na Zimowych Igrzyskach Olimpijskich 2022 – 1000 m mężczyzn
Bieg na 1000 m mężczyzn rozgrywany w ramach short tracku na Zimowych Igrzyskach Olimpijskich 2022 odbył się 5 i 7 lutego w Capital Indoor Stadium w Pekinie.

## Terminarz
| Data     | Konkurencja  | Godzina rozpoczęcia | Godzina rozpoczęcia |
| Data     | Konkurencja  | UTC+08:00           | CET                 |
| -------- | ------------ | ------------------- | ------------------- |
| 5 lutego | Eliminacje   | 19:38               | 12:38               |
| 7 lutego | Ćwierćfinały | 19:44               | 12:44               |
| 7 lutego | Półfinały    | 20:20               | 13:20               |
| 7 lutego | Finał        | 20:52               | 13:52               |

## Rekordy
Rekordy obowiązujące przed rozpoczęciem igrzysk.
| Rekord            | Zawodnik        | Czas     | Miejsce        | Data              |
| ----------------- | --------------- | -------- | -------------- | ----------------- |
| Rekord świata     | Hwang Dae-heon  | 1:20,875 | Salt Lake City | 12 listopada 2016 |
| Rekord olimpijski | Charles Hamelin | 1:23,407 | Gangneung      | 13 lutego 2018    |

## Wyniki

### Eliminacje
| Miejsce | Grupa | Zawodnik             | Reprezentacja               | Czas     | Uwagi |
| ------- | ----- | -------------------- | --------------------------- | -------- | ----- |
| 1.      | 1     | Park Jang-hyuk       | Korea Południowa            | 1:24,081 | Q     |
| 2.      | 1     | Andrew Heo           | Stany Zjednoczone           | 1:24,106 | Q     |
| 3.      | 1     | Itzhak de Laat       | Holandia                    | 1:24,332 | ADV   |
| 4.      | 1     | Niall Treacy         | Wielka Brytania             | 1:32,243 |       |
| 1.      | 2     | Ren Ziwei            | Chiny                       | 1:23,772 | Q     |
| 2.      | 2     | Quentin Fercoq       | Francja                     | 1:23,917 | Q     |
| 3.      | 2     | Jens van ’t Wout     | Holandia                    | 1:23,946 |       |
| 4.      | 2     | Farrell Treacy       | Wielka Brytania             | 1:24,935 |       |
| 1.      | 3     | Wu Dajing            | Chiny                       | 1:23,927 | Q     |
| 2.      | 3     | Jordan Pierre-Gilles | Kanada                      | 1:24,067 | Q     |
| 3.      | 3     | Siemion Jelistratow  | Rosyjski Komitet Olimpijski | 1:24,077 |       |
| 4.      | 3     | Shogo Miyata         | Japonia                     | 1:24,367 |       |
| 1.      | 4     | Lee June-seo         | Korea Południowa            | 1:24,698 | Q     |
| 2.      | 4     | Pascal Dion          | Kanada                      | 1:24,771 | Q     |
| 3.      | 4     | Adil Galiachmietow   | Kazachstan                  | 1:24,855 |       |
| 4.      | 4     | Władisław Bykanow    | Izrael                      | 1:24,875 |       |
| 1.      | 5     | Hwang Dae-heon       | Korea Południowa            | 1:23,042 | Q     |
| 2.      | 5     | Sjinkie Knegt        | Holandia                    | 1:23,097 | Q     |
| 3.      | 5     | Li Wenlong           | Chiny                       | 1:23,140 | q     |
| 4.      | 5     | Sébastien Lepape     | Francja                     | 1:26,069 |       |
| 1.      | 6     | John-Henry Krueger   | Węgry                       | 1:25,236 | Q     |
| 2.      | 6     | Furkan Akar          | Turcja                      | 1:25,462 | Q     |
| 3.      | 6     | Kazuki Yoshinaga     | Japonia                     | 1:25,574 | ADV   |
| -       | 6     | Dienis Ajrapietian   | Rosyjski Komitet Olimpijski |          | DSQ   |
| 1.      | 7     | Shaolin Sándor Liu   | Węgry                       | 1:25,262 | Q     |
| 2.      | 7     | Ryan Pivirotto       | Stany Zjednoczone           | 1:54,437 | Q     |
| 3.      | 7     | Pietro Sighel        | Włochy                      | 2:10,039 | ADV   |
| -       | 7     | Stijn Desmet         | Belgia                      |          | DSQ   |
| 1.      | 8     | Shaoang Liu          | Węgry                       | 1:23,796 | Q     |
| 2.      | 8     | Brendan Corey        | Australia                   | 1:23,908 | Q     |
| 3.      | 8     | Roberts Krūzbergs    | Łotwa                       | 1:23,979 |       |
| -       | 8     | Luca Spechenhauser   | Włochy                      |          | DSQ   |

### Ćwierćfinały
| Miejsce | Grupa | Zawodnik             | Reprezentacja     | Czas     | Uwagi |
| ------- | ----- | -------------------- | ----------------- | -------- | ----- |
| 1.      | 1     | Andrew Heo           | Stany Zjednoczone | 1:24,603 | Q     |
| 2.      | 1     | Wu Dajing            | Chiny             | 1:33,302 | Q     |
| 3.      | 1     | Park Jang-hyuk       | Korea Południowa  | -        | ADV   |
| -       | 1     | Pietro Sighel        | Włochy            |          | DSQ   |
| -       | 1     | Jordan Pierre-Gilles | Kanada            |          | DSQ   |
| 1.      | 2     | Lee June-seo         | Korea Południowa  | 1:23,682 | Q     |
| 2.      | 2     | Shaoang Liu          | Węgry             | 1:23,940 | Q     |
| 3.      | 2     | Quentin Fercoq       | Francja           | 1:24,411 |       |
| 4.      | 2     | Pascal Dion          | Kanada            | -        | DNF   |
| -       | 2     | Kazuki Yoshinaga     | Japonia           |          | DSQ   |
| 1.      | 3     | Furkan Akar          | Turcja            | 1:25,490 | Q     |
| 2.      | 3     | Ren Ziwei            | Chiny             | 1:34,211 | Q     |
| 3.      | 3     | Itzhak de Laat       | Holandia          | 1:42,490 | ADV   |
| -       | 3     | John-Henry Krueger   | Węgry             |          | DSQ   |
| -       | 3     | Brendan Corey        | Australia         |          | DSQ   |
| 1.      | 4     | Hwang Dae-heon       | Korea Południowa  | 1:24,693 | Q     |
| 2.      | 4     | Li Wenlong           | Chiny             | 1:30,550 | Q     |
| 3.      | 4     | Shaolin Sándor Liu   | Węgry             | 1:55,248 | ADV   |
| 4.      | 4     | Ryan Pivirotto       | Stany Zjednoczone | 2:08,364 |       |
| -       | 4     | Sjinkie Knegt        | Holandia          |          | DSQ   |

### Półfinały
| Miejsce | Grupa | Zawodnik           | Reprezentacja     | Czas     | Uwagi |
| ------- | ----- | ------------------ | ----------------- | -------- | ----- |
| 1.      | 1     | Ren Ziwei          | Chiny             | 1:26,576 | QA    |
| 2.      | 1     | Li Wenlong         | Chiny             | 1:26,722 | QA    |
| 3.      | 1     | Furkan Akar        | Turcja            | 1:27,102 | QB    |
| -       | 1     | Hwang Dae-heon     | Korea Południowa  |          | DSQ   |
| -       | 1     | Park Jang-hyuk     | Korea Południowa  |          | DNS   |
| 1.      | 2     | Shaolin Sándor Liu | Węgry             | 1:23,567 | QA    |
| 2.      | 2     | Wu Dajing          | Chiny             | 1:23,928 | QA    |
| 3.      | 2     | Andrew Heo         | Stany Zjednoczone | 1:24,023 | QB    |
| 4.      | 2     | Itzhak de Laat     | Holandia          | 1:24,229 | QB    |
| 5.      | 2     | Shaoang Liu        | Węgry             | 1:35,384 | ADVA  |
| -       | 2     | Lee June-seo       | Korea Południowa  |          | DSQ   |

### Finały

#### Finał B
| Miejsce | Zawodnik       | Reprezentacja     | Czas     | Uwagi |
| ------- | -------------- | ----------------- | -------- | ----- |
| 5.      | Itzhak de Laat | Holandia          | 1:35,925 |       |
| 6.      | Furkan Akar    | Turcja            | 1:36,052 |       |
| 7.      | Andrew Heo     | Stany Zjednoczone | 1:36,140 |       |

#### Finał A
| Miejsce | Zawodnik           | Reprezentacja | Czas     | Uwagi |
| ------- | ------------------ | ------------- | -------- | ----- |
| 01 !    | Ren Ziwei          | Chiny         | 1:26,768 |       |
| 02 !    | Li Wenlong         | Chiny         | 1:29,917 |       |
| 03 !    | Shaoang Liu        | Węgry         | 1:35,693 |       |
| 4.      | Wu Dajing          | Chiny         | 1:42,937 |       |
| -       | Shaolin Sándor Liu | Węgry         |          | DSQ   |